# Всеволожский, Всеволод Никитич
Всеволод Никитич Всеволожский (1831 — 8 [20] июля 1889, Санкт-Петербург) — действительный статский советник, в должности егермейстера, председатель Управления варшавских театров.

## Биография
Принадлежал к младшей ветви дворянского рода Всеволожских. Отец — действительный статский советник Никита Всеволодович Всеволожский. Мать — княжна Варвара Петровна Хованская. Всеволод Никитич был единственным ребёнком в семье — братья Всеволод (08.12.1826—17.12.1826) и Никита (12.09.1834–28.02.1838) умерли в детстве.
Всеволод Никитич Всеволожский находился в службе с 1853 года.
- 1857—1858 годы — коллежский асессор, чиновник при дипломатической Канцелярии наместника на Кавказе, в звании камер-юнкера.
- 1859—1862 годы — надворный советник, столоначальник при дипломатической Канцелярии наместника Кавказского, в звании камер-юнкера.
- 1864—1866 годы — коллежский советник, состоит по Военному министерству и при генерал-фельдмаршале князе А. И. Барятинском, в звании камер-юнкера.
- 1867—1868 годы — статский советник, состоит при Военном министерстве, в звании камер-юнкера.
- 1869—1870 годы — статский советник, состоит при Военном министерстве, в должности егермейстера.
- 1871 год — статский советник, состоит при товарище главноначальствующего III отделения Собственной Его Величества канцелярии, в должности егермейстера.
- 1872—1876 годы — действительный статский советник, состоит при товарище главноначальствующего III отделения Собственной Его Величества канцелярии, в должности егермейстера.
- 1877—1879 годы — действительный статский советник, состоит при Варшавском губернаторе Н. Н. Медеме, в должности егермейстера.
- 1880—1882 годы — действительный статский советник, состоит при Варшавском генерал-губернаторе, председатель Управления варшавских театров[пол.], в должности егермейстера.
- 1883—1885 годы — действительный статский советник, состоит при Министерстве внутренних дел, в должности егермейстера.
- 1886—1889 годы — действительный статский советник, чиновник для особых поручений V класса при Министерстве внутренних дел, в должности егермейстера[3].

С 1862 по 1884 год совладелец Никитинских заводов на Урале. 
Всеволод Никитич Всеволожский жил в Санкт-Петербурге на Малой Морской улице в доме № 23/8 (угол Вознесенского проспекта), в доходном доме Я. К. Шиля, затем на Большой Морской улице, в доме № 30 (доходный дом А. С. Вревской). 
Умер 8 июля 1889 года, похоронен на Георгиевском кладбище на Большой Охте.

## Награды
- Орден Святой Анны 1-й степени
- Орден Святой Анны 3-й степени с мечами
- Орден Святого Станислава 1-й степени
- Орден Святого Владимира 3-й степени
- Орден Красного орла 4-го класса (Пруссия)
- Орден Льва и Солнца 2-й степени (Персия)
- Крест «За службу на Кавказе»
- Медаль «В память войны 1853—1856»[8]